# Acer tutcheri
Espèce
Acer tutcheri (Érable du Tutcher) est une espèce d'érable à feuilles caduques. Cet arbre se trouve en Chine, dans les provinces de Fujian, Guangdong, Guangxi, sud-Hunan, sud-Jiangxi, Taiwan et sud-Zhejiang et quelques quartiers de Hong Kong. L'arbre se trouve en forêts entre 300 et 1 000 mètres d'altitude. Les feuilles sont dentelées, avec 3 ou quelquefois 5 pointes.